# Thamnophilus atrinucha
El batará pizarroso occidental (Thamnophilus atrinucha), también conocido como tiojorita pintada (en Venezuela), batará occidental (en Colombia), batará plomizo (en Nicaragua), hormiguero plomizo (en Nicaragua) o batará de corona negra (en Perú), es una especie de ave paseriforme de la familia Thamnophilidae perteneciente al numeroso género Thamnophilus. Es nativo de América Central y del noroeste de Sudamérica.

## Distribución y hábitat
Se distribuye desde el sur de Belice y noreste de Guatemala, por Nicaragua, Costa Rica, Panamá, Colombia, hacia el este hasta el noroeste de Venezuela y hacia el suroeste, por Ecuador hasta el noroeste de Perú. Ver detalles en Subespecies.
Esta especie es común y ampliamente difundida en el sotobosque de bosques húmedos tropicales y subtropicales y bosques semi-caducifolios, principalmente abajo de los 1100 m de altitud.

## Sistemática

### Descripción original
La especie T. atrinucha fue descrita originalmente por los zoólogos británicos Osbert Salvin & Frederick DuCane Godman en 1892, bajo el mismo nombre científico. La localidad tipo fue «Panamá».

### Etimología
El nombre genérico «Thamnophilus» deriva del griego «thamnos»: arbusto y «philos»: amante; «amante de arbustos»; y el nombre de la especie «atrinucha», del latín «ater»: negro y «nuchus»: nuca; «de nuca negra».

### Taxonomía
Es pariente próxima a Thamnophilus bridgesi y T. bernardi. Ya fue considerada conespecífica con T. punctatus pero los análisis genéticos encontraron que son apenas parientes distantes. La forma propuesta subcinereus (del norte de Colombia) representa parte de una variación clinal dentro de la subespecie nominal.

### Subespecies
Según la clasificación del Congreso Ornitológico Internacional (IOC) (Versión 7.2, 2017) y Clements Checklist v.2016, se reconocen 2 subespecies, con su correspondiente distribución geográfica:
- Thamnophilus atrinucha atrinucha Salvin & Godman, 1892 – pendiente caribeña desde el sur de Belice y noreste de Guatemala hacia el sur hasta el norte de Colombia (incluyendo el valle del Magdalena) y noroeste de Venezuela (hacia el este hasta Trujillo, lado oriental del lago Maracaibo), y en la pendiente del Pacífico en el noroeste de Costa Rica y desde el centro de Panamá (Coclé) hacia el sur hasta el extremo noroeste de Perú (Tumbes).
- Thamnophilus atrinucha gorgonae Thayer & Bangs, 1905 – isla Gorgona (litoral de Cauca, oeste de Colombia).